# Xã Quinn, Quận Pennington, Nam Dakota
Xã Quinn (tiếng Anh: Quinn Township) là một xã thuộc quận Pennington, tiểu bang Nam Dakota, Hoa Kỳ. Năm 2010, dân số của xã này là 12 người.